# Armée du peuple paraguayen
L’Armée du peuple paraguayen (en espagnol : Ejército paraguayo del pueblo, EPP) est une guérilla marxiste-léniniste active au Paraguay depuis 2008.

## Historique
D'origine paysanne, l'Armée du peuple paraguayen (EPP) est apparue lors d’un conflit opposant les habitants de la petite commune de Kurusu de Hierro, dans le centre du pays, à un propriétaire terrien, en raison de la fumigation de produits agrochimiques provoquant des intoxications au sein des familles. Les guérilleros brûlèrent des machines agricoles de la propriété.
La première action militaire importante du groupe est l'attaque d'un poste militaire à Tacuati, dans le département de San Pedro le 31 décembre 2008. Les attaquants incendient le poste militaire et volent les armes qui s'y trouvent.
Le 24 avril 2010, le président Fernando Lugo déclare l'état d'exception dans trois départements du pays pour combattre le groupe. Il est levé le 24 mai 2010, au terme de la période de trente jours prévue, sans aucune interpellation d'un membre de ce groupe. Au mois de juin de la même année, l'EPP met à prix la tête du président Lugo, promettant une récompense de 1 000 $ pour qui lui remettrait le président, une offre également valable pour d'autres autorités du pays. Dans le même communiqué, le groupe indique que sa date de formation est le 1er mars 2008, alors que les autorités font remonter beaucoup plus loin l'existence de l'EPP (lui donnant une ancienneté de 12 ans). Selon les autorités paraguayennes, l'EPP aurait obtenu 800 000 $ en rançon de deux éleveurs enlevés au cours des deux années qui précèdent. La police annonce en juillet 2020 la mort de Severiano Martínez, l’un des chefs présumés de l’EPP, qu'elle présente comme tué au cours d'un affrontement. Son corps comporterait cependant des traces de torture et de balles tirées à bout portant.
La président Horacio Cartes a créé en 2013 une unité spéciale de lutte contre la guérilla, appelée Fuerza de Tarea Conjunta (FTC).
En 2015, des soldats paraguayens sont envoyés en Colombie pour y recevoir une formation à la contre-guérilla et ainsi lutter plus efficacement contre l'EPP, dont les effectifs sont désormais évalués par les autorités à plus d'une centaine de combattants,. Outre ses combattants armés, la guérilla comprend aussi des réseaux logistiques.
Le 27 août 2016, l'EPP, actif dans les départements de Concepción et de San Pedro, proches de la frontière brésilienne, tue 8 soldats dans une embuscade dans le département de Concepción.
Le 2 septembre 2020, deux enfants âgées de 11 et 12 ans, de nationalité argentine, sont tuées par l'armée paraguayenne lors d'une opération anti-guérilla. En réaction, l'EPP procède le 9 septembre à l'enlèvement de l'ancien vice-président du Paraguay, Oscar Denis Sánchez, l'action est revendiquée par la « brigade indigène » de l'EPP. Un employé d’Oscar Denis, qui avait été enlevé en même temps que lui, est libéré quelques jours plus tard. En échange de la libération de l'ancien vice-président, la guérilla réclame la distribution en nourriture de l’équivalent de 2 millions de dollars aux communautés indigènes du département de Concepción, l’un des plus pauvres du pays, et la libération de deux de ses membres fondateurs, ce qu'ont refusé les autorités.

## Organisation, idéologie et financement
L'Armée du peuple paraguayen se définit comme marxiste-léniniste et se réclame de José Gaspar Rodríguez de Francia, architecte de l'indépendance du Paraguay et considéré par les insurgés comme un révolutionnaire. Elle rejette le modèle de développement économique du Paraguay, qui repose notamment sur de grandes exploitations agricoles détenues par de puissants propriétaires terriens, qui cultivent en majorité du soja transgénique. D'après Galeano Perrone, analyste politique et ancien ministre, la guérilla « jouit d’une certaine popularité dans les régions pauvres abandonnées par l’État, et les membres de l’EPP sont souvent vus comme des Robin des bois, qui redistribuent les richesses. »  
La guérilla se finance principalement par la perception de « taxes révolutionnaires » auprès des propriétaires terriens et par des enlèvements contre rançon de notables. Les autorités l'ont accusé de participer au trafic de drogue, ce qui a toutefois été contesté par des études indépendantes. 
Selon un responsable du diocèse de Concepción, les autorités paraguayennes utiliseraient le prétexte du « terrorisme » de l'EPP pour criminaliser l’ensemble les demandes économiques et sociales des paysans. Des syndicalistes paysans sont assassinés par l'armée et présentés en guérilleros, tandis que des familles sont contraintes de partir en raison des activités militaires et de céder leurs terres à de grands propriétaires terriens ou à des compagnies brésiliennes. Selon le prêtre Benjamin Valiente, proche du mouvement syndical paysan, « le problème est que l’EPP porte les mêmes revendications que les groupes paysans. Contre la déforestation, contre la fumigation et hostile aux grands propriétaires terriens, l’organisation armée affirme dans ses communiqués lutter en faveur du peuple et contre les oligarques. Mais leurs actions nous portent préjudice à chaque fois. Elles justifient le discours sécuritaire et la militarisation de la région. » 
L'EPP est accusée par la justice du Paraguay d'entretenir des liens avec les FARC, qui auraient en particulier entraîné certains des membres de l'EPP aux techniques de guérilla. La guérilla colombienne apporte un démenti à ces allégations, expliquant n'avoir aucun contact avec l'EPP, mais salue cependant son combat pour les droits des plus défavorisés. L'EPP aurait également entretenu des relations avec le Front patriotique Manuel Rodríguez, un groupe armé chilien, du temps où celui-ci était actif.